# Gouro (langue)
Cet article concerne la langue gouro. Pour le peuple gouro, voir Gouros.
Le gouro  est une langue mandée parlée en Côte d’Ivoire principalement dans les régions du Haut-Sassandra et de la Marahoué.

## Écriture
| a | an | b | bh | c  | d | e | ɛ  | ɛn | f | g | gb | i  | in | ɩ | j | k | kp |
| l | m  | n | nw | ny | o | ɔ | ɔn | p  | s | t | u  | un | ʋ  | w | y | z |    |

Les tons sont indiqués à l’aide de signes diacritiques:
- le ton haut avec l’accent aigu ;
- le ton bas avec l’accent grave ;
- le ton montant avec le caron ;
- le ton descendant avec l’accent circonflexe.